# TRUB1
TRUB1 (англ. TruB pseudouridine synthase family member 1) – білок, який кодується однойменним геном, розташованим у людей на 10-й хромосомі. Довжина поліпептидного ланцюга білка становить 349 амінокислот, а молекулярна маса — 37 253.
| 10         |  | 20         |  | 30         |  | 40         |  | 50         |
| ---------- |  | ---------- |  | ---------- |  | ---------- |  | ---------- |
| MAASEAAVVS |  | SPSLKTDTSP |  | VLETAGTVAA |  | MAATPSARAA |  | AAVVAAAART |
| GSEARVSKAA |  | LATKLLSLSG |  | VFAVHKPKGP |  | TSAELLNRLK |  | EKLLAEAGMP |
| SPEWTKRKKQ |  | TLKIGHGGTL |  | DSAARGVLVV |  | GIGSGTKMLT |  | SMLSGSKRYT |
| AIGELGKATD |  | TLDSTGRVTE |  | EKPYDKITQE |  | DIEGILQKFT |  | GNIMQVPPLY |
| SALKKDGQRL |  | STLMKRGEVV |  | EAKPARPVTV |  | YSISLQKFQP |  | PFFTLDVECG |
| GGFYIRSLVS |  | DIGKELSSCA |  | NVLELTRTKQ |  | GPFTLEEHAL |  | PEDKWTIDDI |
| AQSLEHCSSL |  | FPAELALKKS |  | KPESNEQVLS |  | CEYITLNEPK |  | REDDVIKTC  |

A: Аланін

C: Цистеїн

D: Аспарагінова кислота

E: Глутамінова кислота

F: Фенілаланін

G: Гліцин

H: Гістидин

I: Ізолейцин

K: Лізин

L: Лейцин

M: Метіонін

N: Аспарагін

P: Пролін

Q: Глутамін

R: Аргінін

S: Серин

T: Треонін

V: Валін

W: Триптофан

Кодований геном білок за функціями належить до ізомераз, фосфопротеїнів. 
Задіяний у таких біологічних процесах, як процесинг тРНК, ацетилювання. 